# Пакистан на летних Олимпийских играх 1960
Пакистан принимал участие в летних Олимпийских играх 1960 года в Риме (Италия) в четвёртый раз за свою историю, и завоевал одну золотую и одну бронзовую медали.

## Золото
- Хоккей на траве, мужчины.

## Бронза
- Борьба, мужчины — Мохаммад Башир.